# Ріполь (річка)
Ріполь (ісп. Río Ripoll) — річка в Каталонії, Іспанія, притока річки Бесос (басейн Середземного моря).

## Географія
Річка бере початок в горах Сьєрра-де-Гранеро на висоті 640 метрів і тече через Касталя-дал-Бальєс, Сабадель, Барбара-дал-Бальєс, Ріпульєт, Сарданьола-дал-Бальєс, на території муніципалітету Монказа-і-Рашяк на висоті 36 метрів впадає в Бесос. Довжина річки 39,2 км, площа басейну — 243 км².

## Повінь 1962 року
Протягом 40-х і 50-х років XX століття на берегах річки велося інтенсивне житлове будівництво, в нових будинках в основному селилися мігранти з південних районів Іспанії. Ранок 25 вересня 1962 року був сонячним і ніщо не віщувало нещастя, близько першої години дня пішов слабкий дощ, який до 9 вечора перетворився в страшну зливу, протягом декількох годин випало 225 міліметрів опадів. Вода в річці різко піднялася і пішла вниз за течією, змітаючи на своєму шляху дерева, мости, машини і будинки. В результаті нічного стихийного лиха загинули сотні людей.
Великі повені траплялися на річці і раніше — у 1865, 1911, 1913, 1926, 1944 роках, але жодна з них не мала настільки катастрофічних наслідків. 

## Галерея фотографій

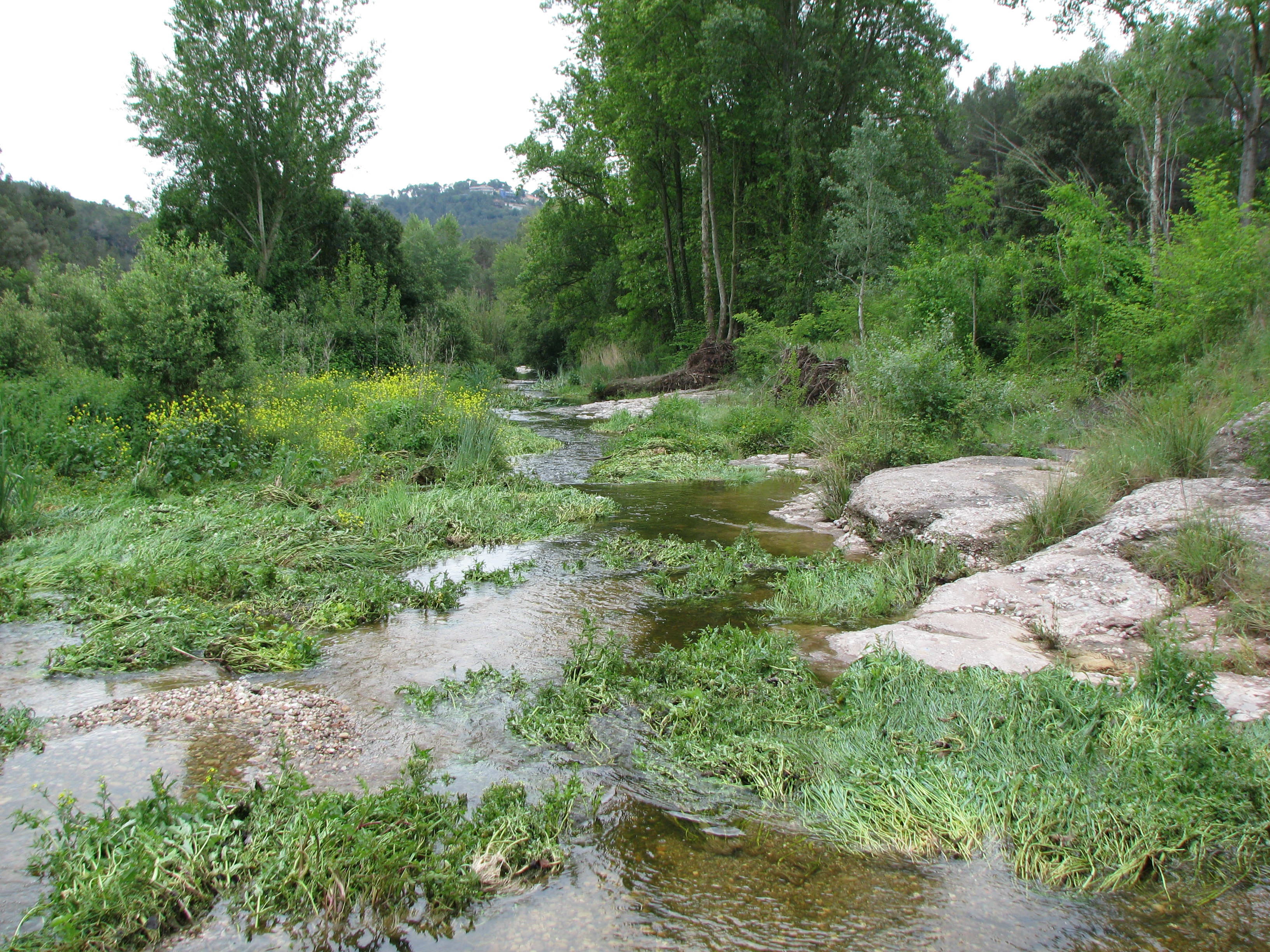
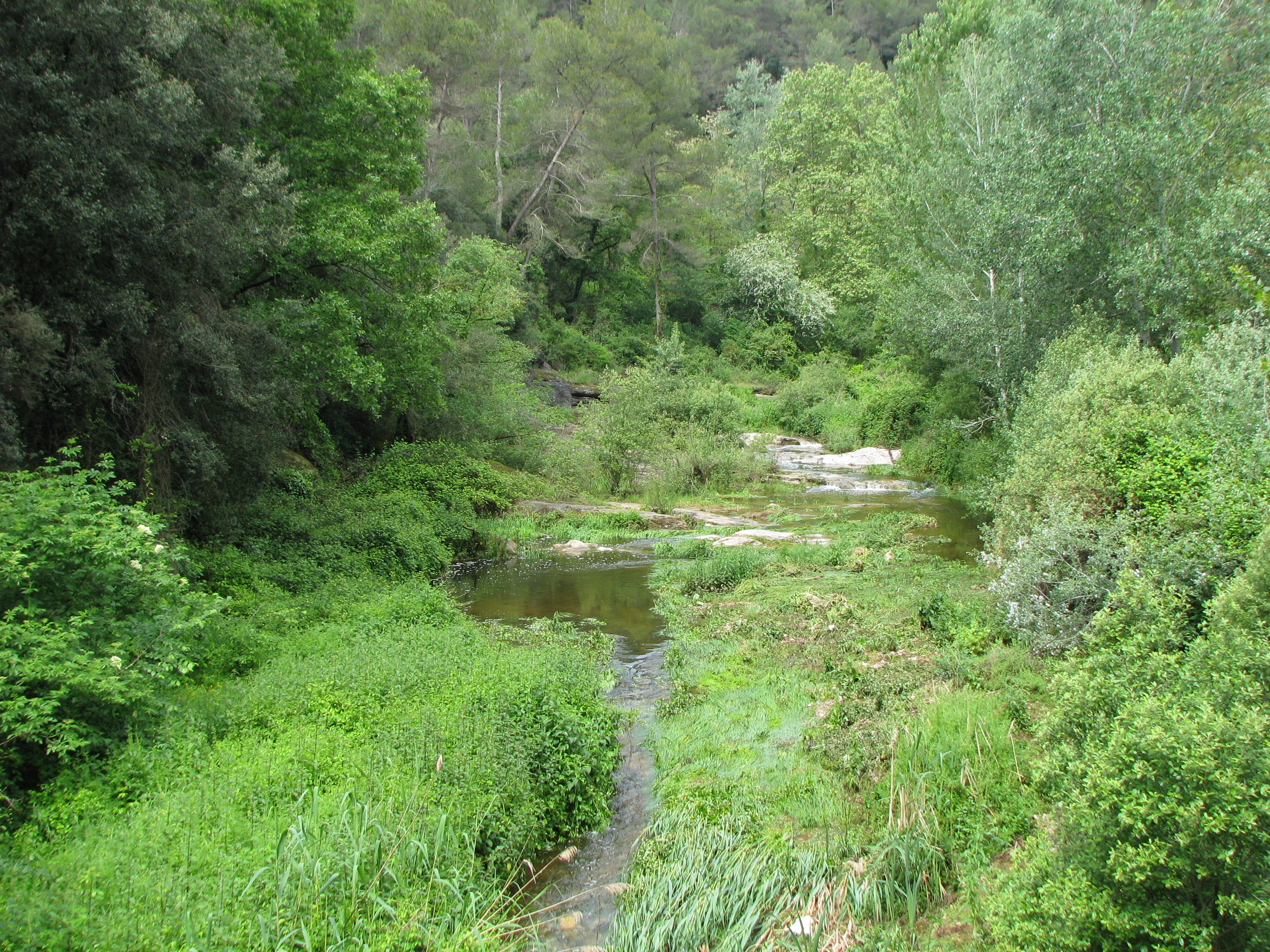
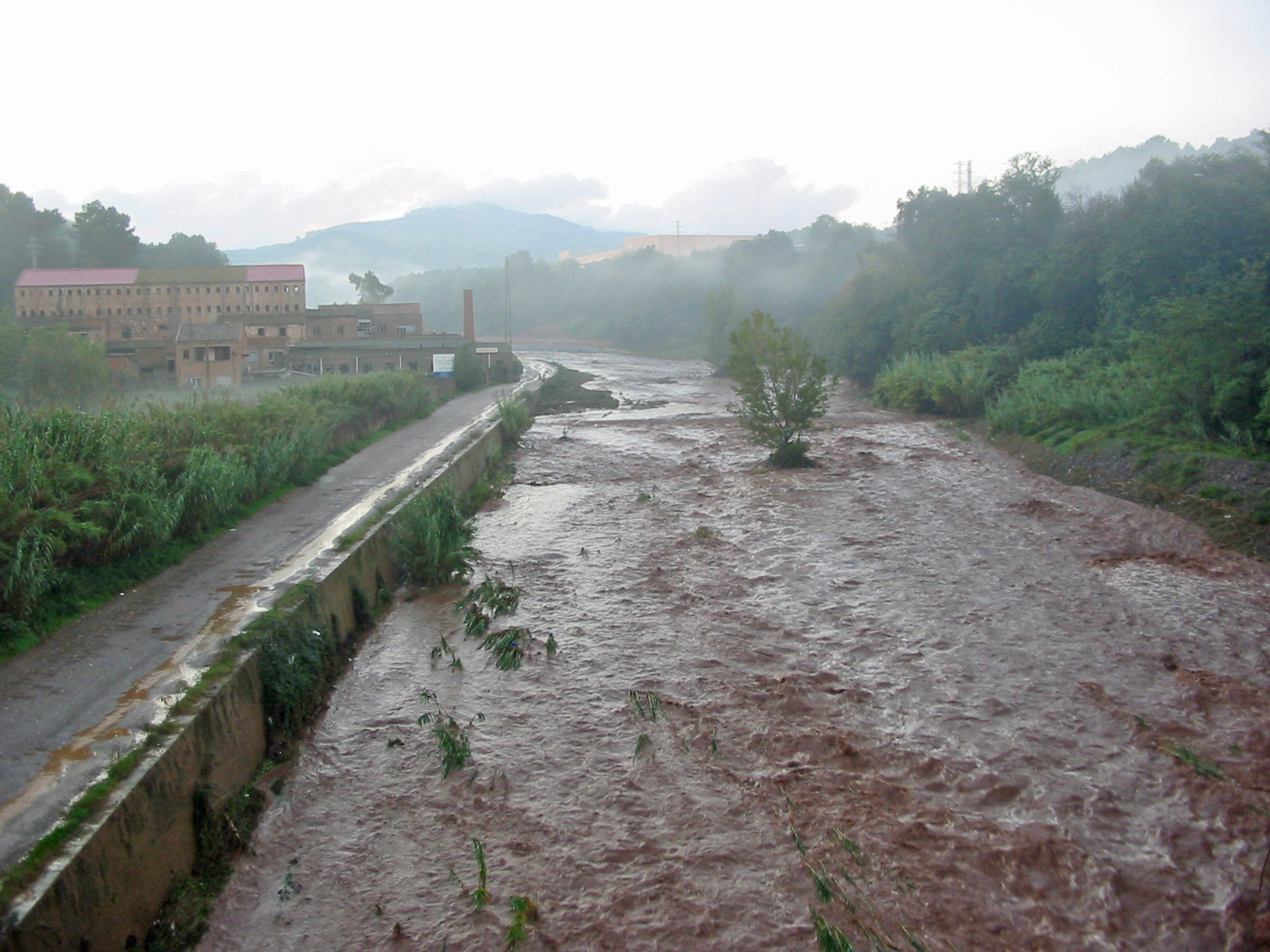
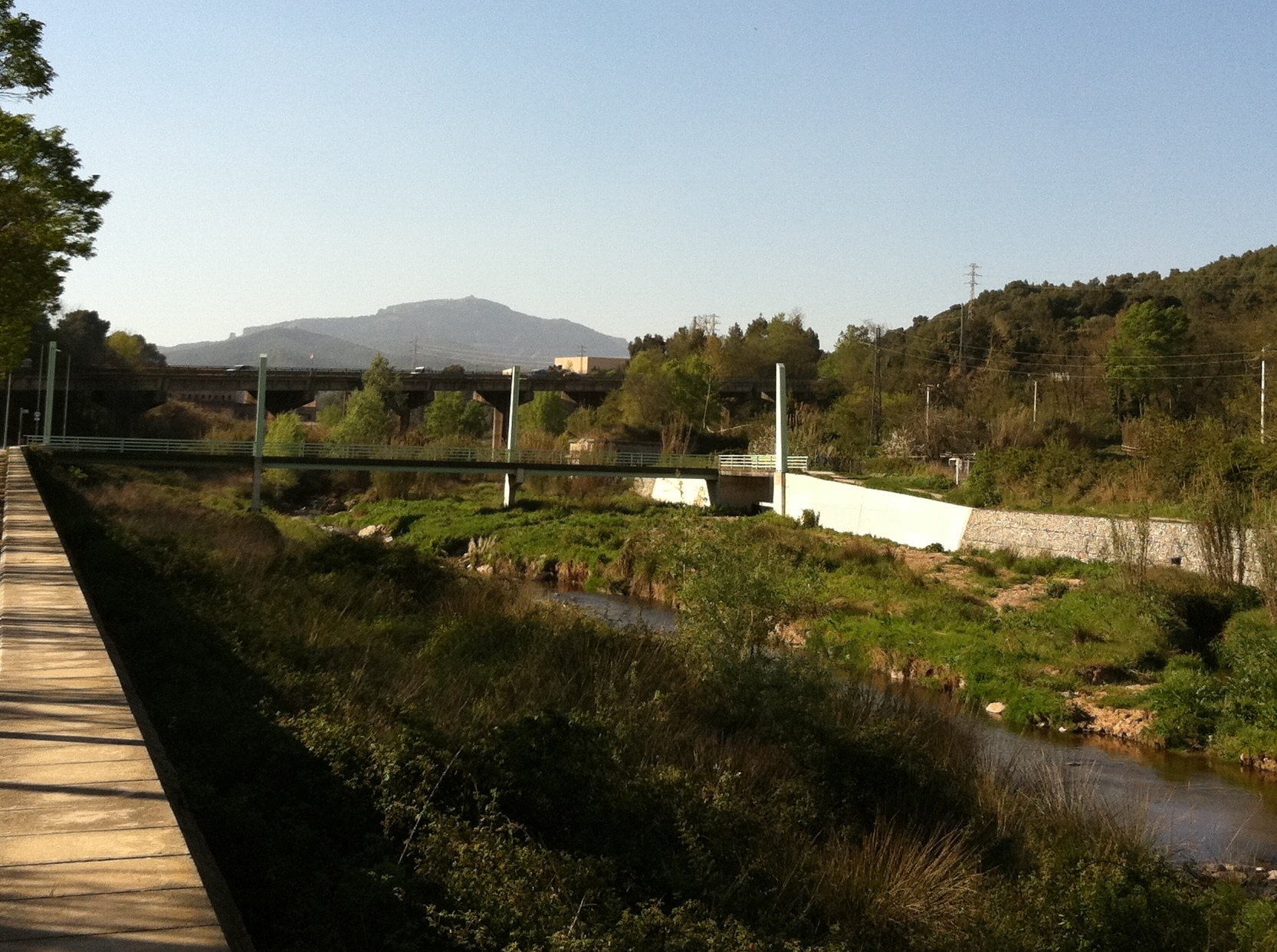